# Lũy thừa của 10

Hình dung về lũy thừa của 10 từ 1 đến 1 tỷ.

Trong toán học, lũy thừa của 10 là bất kỳ lũy thừa nguyên nào của số mười; hay nói cách khác là mười nhân với chính nó với một số lần nhất định (khi số mũ là một số nguyên dương). Theo định nghĩa, số một là một lũy thừa (bậc không) của mười. Những lũy thừa không âm đầu tiên của mười là:
1, 10, 100, 1.000, 10.000, 100.000, 1.000.000, 10.000.000... (dãy số A011557 trong bảng OEIS)

## Số mũ dương
Trong ký hiệu thập phân, lũy thừa 10 bậc n được viết là '1' và sau đó là n số không.  Nó cũng có thể được viết là 10n hoặc 1En trong ký hiệu E.  Xem bậc độ lớn và bậc độ lớn (số) về tên của các lũy thừa 10.  Có hai quy ước để đặt tên cho lũy thừa dương của mười, được gọi là quy mô dài và ngắn.
Trong tiếng Anh, lũy thừa 10 dương liên quan đến tên quy mô ngắn có thể được xác định dựa trên tiền tố tên Latin của nó bằng công thức sau: 10 [(số tiền tố + 1) × 3]
Vi dụ: 1 tỷ (billion) = 10 [(2 + 1) × 3] = 109; 1 nghìn lũy thừa 9 (octillion) = 10 [(8 + 1) × 3] = 10 27
| Tên | Số mũ         | Con số | Kí hiệu SI | Tiền tố SI |
| --- | ------------- | --- | ---------- | ---------- |
| Một | 0             | 1 |            |            |
| Mười | 1             | 10 | da(D)      | đêca       |
| Một trăm | 2             | 100 | h(H)       | hécto      |
| Một nghìn (một ngàn)                                                                                         | 3             | 1.000 | k(K)       | kilô       |
| Mười nghìn (một vạn)                                                                                         | 4             | 10.000 |            |            |
| Một trăm nghìn (mười vạn)                                                                                    | 5             | 100.000 |            |            |
| Một triệu (một trăm vạn)                                                                                     | 6             | 1.000.000 | M          | mêga       |
| Mười triệu                                                                                                   | 7             | 10.000.000 |            |            |
| Một trăm triệu                                                                                               | 8             | 100.000.000 |            |            |
| Một tỷ | 9             | 1.000.000.000 | G          | giga       |
| Một nghìn tỷ                                                                                                 | 12            | 1.000.000.000.000 | T          | têra       |
| Một triệu tỷ                                                                                                 | 15            | 1.000.000.000.000.000 | P          | pêta       |
| Một tỷ tỷ | 18            | 1.000.000.000.000.000.000 | E          | êxa        |
| Mười tỷ tỷ                                                                                                   | 19            | 10.000.000.000.000.000.000 |            |            |
| Một nghìn tỷ tỷ                                                                                              | 21            | 1.000.000.000.000.000.000.000 | Z          | zêta       |
| Một triệu tỷ tỷ                                                                                              | 24            | 1.000.000.000.000.000.000.000.000 | Y          | yôta       |
| Một tỷ tỷ tỷ                                                                                                 | 27            | 1.000.000.000.000.000.000.000.000.000 |            |            |
| Một nghìn tỷ tỷ tỷ                                                                                           | 30            | 1.000.000.000.000.000.000.000.000.000.000 |            |            |
| Một triệu tỷ tỷ tỷ                                                                                           | 33            | 1.000.000.000.000.000.000.000.000.000.000.000 |            |            |
| Một tỷ tỷ tỷ tỷ                                                                                              | 36            | 1.000.000.000.000.000.000.000.000.000.000.000.000 |            |            |
| Một nghìn tỉ tỉ tỉ tỉ                                                                                        | 39            | 1.000.000.000.000.000.000.000.000.000.000.000.000.000 |            |            |
| Một triệu tỉ tỉ tỉ tỉ                                                                                        | 42            | 1.000.000.000.000.000.000.000.000.000.000.000.000.000.000 |            |            |
| Một tỉ tỉ tỉ tỉ tỉ                                                                                           | 45            | 1.000.000.000.000.000.000.000.000.000.000.000.000.000.000.000 |            |            |
| Một nghìn tỉ tỉ tỉ tỉ tỉ                                                                                     | 48            | 1.000.000.000.000.000.000.000.000.000.000.000.000.000.000.000.000 |            |            |
| Một triệu tỉ tỉ tỉ tỉ tỉ                                                                                     | 51            | 1.000.000.000.000.000.000.000.000.000.000.000.000.000.000.000.000.000 |            |            |
| Một tỉ tỉ tỉ tỉ tỉ tỉ                                                                                        | 54            | 1.000.000.000.000.000.000.000.000.000.000.000.000.000.000.000.000.000.000 |            |            |
| Một nghìn tỉ tỉ tỉ tỉ tỉ tỉ                                                                                  | 57            | 1.000.000.000.000.000.000.000.000.000.000.000.000.000.000.000.000.000.000.000 |            |            |
| Một triệu tỉ tỉ tỉ tỉ tỉ tỉ                                                                                  | 60            | 1.000.000.000.000.000.000.000.000.000.000.000.000.000.000.000.000.000.000.000.000 |            |            |
| Một tỉ tỉ tỉ tỉ tỉ tỉ tỉ                                                                                     | 63            | 1.000.000.000.000.000.000.000.000.000.000.000.000.000.000.000.000.000.000.000.000.000 |            |            |
| Một nghìn tỉ tỉ tỉ tỉ tỉ tỉ tỉ                                                                               | 66            | 1.000.000.000.000.000.000.000.000.000.000.000.000.000.000.000.000.000.000.000.000.000.000 |            |            |
| Một triệu tỉ tỉ tỉ tỉ tỉ tỉ tỉ                                                                               | 69            | 1.000.000.000.000.000.000.000.000.000.000.000.000.000.000.000.000.000.000.000.000.000.000.000 |            |            |
| Một googol                                                                                                   | 100           | 10.000.000.000.000.000.000.000.000.000.000.000.000.000.000.000.000.000.000.000.000.000.000.000. 000.000.000.000.000.000.000.000.000.000                                                                                         |            |            |
| Một triệu tỉ tỉ tỉ tỉ tỉ tỉ tỉ tỉ tỉ tỉ tỉ tỉ tỉ tỉ tỉ tỉ tỉ tỉ tỉ tỉ tỉ tỉ tỉ tỉ tỉ tỉ tỉ tỉ tỉ tỉ tỉ tỉ tỉ | 303           | 1.000.000.000.000.000.000.000.000.000.000.000.000.000.000.000.000.000.000.000.000.000.000.000. 000.000.000.000.000.000.000.000.000.000.000.000.000.000.000.000.000.000.000.000.000.000.000. 000.000.000.000.000.000.000.000.000 |            |            |
| Một googolplex                                                                                               | googol        | 1 theo sau đó là 1 googol số 0 |            |            |
| Một googolplexian                                                                                            | googolplex    | 1 theo sau đó là 1 googolplex số 0 |            |            |
| Một googolplexianth                                                                                          | googolplexian | 1 theo sau đó là 1 googolplexian số 0 |            |            |

## Số mũ âm
Chuỗi lũy thừa của mười cũng có thể được mở rộng thành lũy thừa âm.
Tương tự như trên, lũy thừa 10 âm liên quan đến tên quy mô ngắn có thể được xác định dựa trên tiền tố tên Latin của nó bằng công thức sau: 10 [(số tiền tố + 1) × 3]
Ví dụ: một phần tỷ (billionth) = 10 [(2 + 1) × 3] = 10 −9; 1 phần tỷ tỷ  (quintillionth)= 10 [(5 + 1) × 3] = 10 −18
| Tên                     | Số mũ | Con số                                            | Kí hiệu SI | Tiền tố SI |
| ----------------------- | ----- | ------------------------------------------------- | ---------- | ---------- |
| Một                     | 0     | 1                                                 |            |            |
| Một phần mười           | − 1   | 0,1                                               | d          | đêxi       |
| Một phần trăm           | − 2   | 0,01                                              | c          | xenti      |
| Một phần nghìn          | − 3   | 0,001                                             | m          | mili       |
| Một phần mười nghìn     | − 4   | 0,000 1                                           |            |            |
| Một phần trăm nghìn     | − 5   | 0,000 01                                          |            |            |
| Một phần triệu          | − 6   | 0,000 001                                         | μ          | micrô      |
| Một phần tỷ             | − 9   | 0,000 000 001                                     | n          | nanô       |
| Một phần nghìn tỷ       | − 12  | 0,000 000 000 001                                 | p          | picô       |
| Một phần triệu tỷ       | − 15  | 0,000 000 000 000 001                             | f          | femtô      |
| Một phần tỷ tỷ          | − 18  | 0,000 000 000 000 000 001                         | a          | atô        |
| Một phần nghìn tỷ tỷ    | − 21  | 0,000 000 000 000 000 000 001                     | z          | zeptô      |
| Một phần triệu tỷ tỷ    | − 24  | 0,000 000 000 000 000 000 000 001                 | y          | yóctô      |
| Một phần tỷ tỷ tỷ       | − 27  | 0,000 000 000 000 000 000 000 000 001             |            |            |
| Một phần nghìn tỷ tỷ tỷ | − 30  | 0,000 000 000 000 000 000 000 000 000 001         |            |            |
| Một phần triệu tỷ tỷ tỷ | − 33  | 0,000 000 000 000 000 000 000 000 000 000 001     |            |            |
| Một phần tỷ tỷ tỷ tỷ    | − 36  | 0,000 000 000 000 000 000 000 000 000 000 000 001 |            |            |

## Googol
Số googol có giá trị là 10100. Thuật ngữ này được đặt ra bởi Milton Sirotta, 9 tuổi, cháu trai của nhà toán học người Mỹ Edward Kasner, phổ biến từ trong cuốn sách Toán học và Trí tưởng tượng, nó được sử dụng để so sánh và minh họa những con số rất lớn.  Googolplex, một số lũy thừa mười lớn hơn (10 mũ googol, hay 1010100), cũng được giới thiệu trong cuốn sách đó.

## Kí hiệu khoa học
Kí hiệu khoa học là cách viết các số có kích thước rất lớn và rất nhỏ một cách súc tích khi độ chính xác ít quan trọng.
Một số được viết bằng ký hiệu khoa học có phần định trị nhân với lũy thừa của mười.
Đôi khi được viết dưới dạng:
m × 10n
Hoặc gọn hơn là:
10n
Cách viết này thường được sử dụng để biểu thị lũy thừa của 10. Nếu n là số dương, số này biểu thị số số không sau số đó và nếu số n âm, số này cho biết số của vị trí thập phân trước số đó.
Ví dụ:
105 = 100,000
10−5 = 0.00001
Ký hiệu mEn, được gọi là ký hiệu E, được sử dụng trong lập trình máy tính, bảng tính và cơ sở dữ liệu, nhưng không được sử dụng trong các bài báo khoa học.